# 陈时骥
陈时骥（—1934年10月），中华民国国民革命军将领。

## 生平
陈毕业于保定军校，原任国民革命军第11师副师长，1932年10月升任第59师师长。1933年初，在对中央苏区的第四次围剿中被中国工农红军俘虏。其后，陈被分派于中央红军大学教授地形学等课程。
1934年10月，中共中央在开始长征前夕决定将季振同、陈时骥等国军投靠和俘虏将领在瑞金九堡山区秘密处决。